# Нарын Худук
Нарын Худук (калм. Нәрн Худг) — посёлок в Черноземельском районе Калмыкии, административный центр Нарынхудукского сельского муниципального образования.
Население — 380 чел. (2010).

## Физико-географическая характеристика
Посёлок расположен на востоке района, в границах Чёрных земель, являющихся частью Прикаспийской низменности. Рельеф местности равнинный. Средняя высота — 20 м ниже уровня моря.
Расстояние до столицы Калмыкии города Элиста составляет 200 км (240 км по автодорогам), до районного центра посёлка Комсомольский — 41 км, до ближайшего города Лагань — 64 км. У южной окраины посёлка проходит автодорога Комсомольский — Лагань.
Согласно классификации климатов Кёппена-Гейгера тип климата — семиаридный. Среднегодовая температура воздуха — 10,2 °C, количество осадков — 256 мм. В окрестностях посёлка распространены пески.

## История
Дата основания населённого пункта не установлена. На карте 1871 года в месте, где расположен современный посёлок, обозначен колодец (худук) Нарын-Хара. До войны Чёрные земли использовались как отгонные пастбища, где в первую очередь зимовали хозяйства Приютненского и Троицкого улусов. В посёлке Нарын-Худук базировалось Управление Чёрных земель, подчинявшееся Москве.
В 1940 году в посёлке началось строительство начальной школы. Строительство было завершено перед войной, но занятия в ней не велись. По некоторым сведениям, в годы войны в нем размещался госпиталь.
28 декабря 1943 года из посёлка по национальному признаку было депортировано калмыцкое население. Указом Президиума ВС СССР от 27.12.1943 года «О ликвидации Калмыцкой АССР и образовании Астраханской области в составе РСФСР» посёлок был включён в состав Астраханской области. Некоторое время посёлок назывался село Черноземельское. В 1945 году в помещении конторы Управления Черных Земель была открыта начальная школа. В 1951 году школа стала семилетней.
В 1954 году после тяжелой зимовки 1953/54 годов было ликвидировано Управление Чёрных Земель, как не справившееся со своими функциями. По состоянию на 1956 год село Черноземельское входило в состав Лиманского района Астраханской области. В 1956 году в село начали возвращаться калмыки. В 1957 году на основании Указа Президиума ВС СССР от 09.01.1957 года «Об образовании Калмыцкой автономной области в составе РСФСР» населённый пункт возвращён Калмыцкой автономной области.
После возвращения в состав Калмыкии в начале 1960-х в посёлке была размещена центральная усадьба совхоза «Улан Туг» В 1973 году было построено новое типовое двухэтажное здание школы, в 1975 году школа стала средней.

## Население
| 2002 | 2010 |
| ---- | ---- |
| 387  | ↘380 |

Согласно результатам переписи 2002 года большинство населения посёлка составляли калмыки (68 %)

## Социальная инфраструктура
В посёлке имеется почтовое отделение, дом культуры и библиотека. Среднее образование жители посёлка получают в Нарын-Худукской средней общеобразовательной школе. Имеется поликлиника с дневным стационаром на 10 мест.
Посёлок электрифицирован и газифицирован. Действует система централизованного водоснабжения, однако канализация отсутствует.